# Polpenazze del Garda
Polpenazze del Garda là một đô thị thuộc tỉnh Brescia trong vùng Lombardia ở Ý. Đô thị này có diện tích 9 km², dân số 2025 người.
Đô thị này giáp với các đô thị sau: Calvagese della Riviera, Manerba del Garda, Muscoline, Puegnago sul Garda, Soiano del Lago.